# コロンビア (防護巡洋艦)
|          |                                                                    |
| 艦歴     |                                                                    |
| 発注     |                                                                    |
| 起工     |                                                                    |
| 進水     | 1892年7月26日                                                      |
| 就役     | 1894年4月23日                                                      |
| 退役     | 1919年8月21日                                                      |
| その後   | 1922年1月26日に売却                                                |
| 除籍     |                                                                    |
| 性能諸元 |                                                                    |
| 排水量   | 7,375トン                                                          |
| 全長     | 413 ft 1 in                                                        |
| 全幅     | 58 ft 2 in                                                         |
| 吃水     | 24 ft 6 in                                                         |
| 機関     |                                                                    |
| 最大速   | 23ノット                                                           |
| 乗員     | 士官、兵員472名                                                    |
| 兵装     | 8インチ砲1門、 6インチ砲2門、 4インチ砲8門、 18インチ魚雷発射管4門 |

コロンビア (USS Columbia, C-12/CA-16) は、アメリカ海軍の防護巡洋艦。コロンビア級防護巡洋艦の1番艦。艦名はサウスカロライナ州コロンビアに因む。その名を持つ艦としては4隻目。

## 艦歴
コロンビアはペンシルベニア州フィラデルフィアのウィリアム・クランプ・アンド・サンズで建造される。当初は三本の煙突で設計されたが、コロンビアは建造途中に四本となり、姉妹艦のミネアポリス (USS Minneapolis, C-13) は二本に変更された。1892年7月26日にH・モートンにより進水し、1894年4月23日に艦長G・W・サムナー大佐の指揮下就役する。
コロンビアは北大西洋戦隊に配属され、1894年7月30日から1895年1月5日までカリブ海でのアメリカ合衆国の権益を保護するために巡航した。1895年の夏にヨーロッパを訪れ、6月にはキール運河の開通式にアメリカ合衆国代表として参加した。8月に東海岸に帰還し、西大西洋での作戦活動に従事、1897年5月13日にフィラデルフィア海軍工廠で予備役となる。
1898年3月15日に再就役したコロンビアは、米西戦争では大西洋岸沿いおよび西インド諸島で偵察を行う。7月から8月14日まで行われたプエルトリコ占領では上陸部隊の警護を行う。コロンビアは1899年3月31日にフィラデルフィア海軍工廠で再び予備役となる。
1902年8月31日に再就役し、ニューヨークで訓練艦として1903年11月9日に大西洋訓練戦隊に加わる。1907年5月3日に予備役となるが、1915年6月22日に潜水小艦隊に旗艦として加わる。大西洋の様々な潜水艦基地を巡航、視察した後、1917年4月19日にその任を離れる。
コロンビアはデラウェア防波堤沖を第5偵察戦隊の旗艦として1917年4月21日から7月まで偵察巡航し、その後船団護衛として巡洋艦隊に合流する。1918年1月1日から11月13日までの間にコロンビアは5度の大西洋巡航を行い、フランスへのアメリカ軍海外派遣軍の兵員、物資輸送を護衛する。1919年1月7日にその任を離れ、大西洋艦隊駆逐艦部隊第2戦隊の旗艦となり、東海岸沿い及びカリブ海で作戦活動に従事する。5月29日に旗艦の任を離れ、1921年6月29日にフィラデルフィア海軍工廠で退役するまで、巡航を続けた。
コロンビアは1920年7月17日に CA-16 （装甲巡洋艦）に艦種変更され、1921年11月17日にオールド・コロンビア (Old Columbia) と改名された。その後1922年1月26日に売却された。